# Siegfried von Campe
Friedrich Wilhelm Burchard Siegfried von Campe (* 8. Dezember 1885 in Münster; † 3. Mai 1972 in Hannover) war in der Weimarer Republik und in der Zeit des Nationalsozialismus Landrat verschiedener Kreise.

## Leben

### Herkunft
Siegfried von Campe wurde als Sohn des Generals der Artillerie Friedrich von Campe (1858–1938) und dessen Frau Anna, geborene von Wedelstädt, geboren. Sein Bruder Alfred von Campe (1889–1945) wurde ebenfalls Jurist und Landrat.

### Ausbildung und Werdegang
Nach dem Abitur 1905 in Lausanne studierte von Campe Rechtswissenschaften in Marburg, Königsberg und München. Am 5. Juni 1908 bestand er das erste Staatsexamen mit der Note "ausreichend". 1908 bis 1910 war er Referendar in Lübbecke, Bünde und Schleswig. 1914 wurde er Regierungsassessor im Landratsamt Bersenbrück.
1914 bis 1917 leistete er im Ersten Weltkrieg Kriegsdienst bei der Feldartillerie und wurde schwer verwundet. Sein letzter Dienstrang war der eines Hauptmanns der Reserve. Nach dem Krieg wurde er 1918 Verwaltungschef des Kreises Syke (Hann), 1919 bis 1920 in Düsseldorf.
Zwischen 1921 und 1929 war Siegfried von Campe Landrat in Usingen. Während seine Vorgänger ernannt wurden, war er der erste, der in demokratischer Wahl durch den Kreistag bestimmt wurde. Der Kreistag stimmte am 17. Dezember 1921 mit den Stimmen der 14 bürgerlichen Kreistagsmitglieder seiner Wahl zu. Vier sozialistische Abgeordnete stimmten gegen ihn. Er erwarb sich in Usingen Verdienste um die Wasser- und Stromversorgung des Kreises. 1929 wurde er Landrat im Landkreis Uelzen und nach seinem Ausscheiden dort 1937 bis 1938 kurzfristig Landrat in Stolp. 1938 bis 1945 war er Landrat in Nienburg.
Vor 1933 war Campe Mitglied der DVP gewesen und gehörte dort dem linken Flügel an. Zum 1. Mai 1933 trat er der NSDAP bei (Mitgliedsnummer 2.623.915).
Ab 1946 war er Verwaltungsrechtsrat in Estorf (Weser). Überregional wurde er als Präsident der Kriegsgräberfürsorge in Niedersachsen bekannt. Ab 1949 wohnte er in Hannover.

### Familie
Siegfried von Campe war evangelisch. Er heiratete am 12. Mai 1925 in Zimmerhausen Hanna von Blanckenburg geborene Samter. Sein Bruder Alfred war Landrat des Kreises Halle von 1922 bis 1933.

### Auszeichnungen
- Schaumburg-Lippisches Verdienstkreuz (1914)
- Eisernes Kreuz II. Klasse (1914)
- Eisernes Kreuz I. Klasse (1917)
- Verwundetenabzeichen (1918)
- Bundesverdienstkreuz 1. Klasse (1955)